# 델타 포스: 랜드 워리어
델타 포스: 랜드 워리어(Delta Force: Land Warrior)는 델타포스의 3번째 시리즈물로, 랜드워리어 프로그램을 구상하고 있던 미국 육군의 요청에 맞추어 제작되었다. 미국 육군의 사관생도 교육 프로그램의 일부인 부대 전술 시뮬레이션 게임으로서 군부대에 보급되었다.
미국과 캐나다를 포함하는 북미에는 2000년 12월 1일에 발매되었고, 대한민국에는 동서게임채널을 통해 배급되었다.

## 대원
플레이어는 5명의 특징을 가진 대원을 골라, 임무를 진행하게 된다. 그리고 대원에 따라 주 무기와 특기가 다르다.
데니엘 "롱보우" 론트리 (Daniel "Longbow" Lonetree) 상사
포복시의 빠르게 기어가며, 저격총을 조준할 때의 떨림이 없다.
레이델 "핏불" 윌슨(Rydel "Pitbull" Wilson) 중위
다른 대원에 비해 피탄시 오래 버틸 수 있다. 그리고 중화기를 격발시킬 때의 반동이 적다.
콜 "가스 캔" 해리스(Cole "Gas Can" Harris) 상사
사격 무기의 정확도가 높다.
진 "스네이크 바이트" 타나카(Jenn "Snakebite" Tanaka) 중사
근접전투에서 탁월하고, 다른 대원에 비해 빠르게 달릴 수 있다.
에리카 "마코" 스위프트(Erica "Mako" Swift) 제2급 선임 준위
아군의 부상을 치료할 수 있으나, 이 능력은 멀티플레이에서만 쓸 수 있다. 그리고 수영시 다른 대원들보다 빠르게 나아간다.

## 게임 요소
무기고(Armory)
무기고는 탄약을 재보급받거나 상황에 맞춰 다른 무기로 바꿀 수 있는 곳으로, 맵에 따라 건물이나 지하의 어딘가에 있다. 위성 화면에서는 ⓐ로 표기된다.

## 평가
| 평가 |        |
| --- | ------ |
| 통합 점수 통합사 점수 메타크리틱 74/100 [ 2 ] 평론 점수 평론사 점수 올게임 [ 3 ] CGW [ 4 ] 에지 6/10 [ 5 ] 게임 레볼루션 C+ [ 6 ] 게임팬 83% [ 7 ] 게임프로 [ 8 ] 게임스팟 7.3/10 [ 9 ] 게임스파이 83% [ 10 ] IGN 7.3/10 [ 11 ] PC 게이머 (US) 78% [ 12 ] |        |
| 통합 점수 |        |
| 통합사 | 점수   |
| 메타크리틱 | 74/100 |
| 평론 점수 |        |
| 평론사 | 점수   |
| 올게임 | [ 3 ]  |
| CGW | [ 4 ]  |
| 에지 | 6/10   |
| 게임 레볼루션 | C+     |
| 게임팬 | 83%    |
| 게임프로 | [ 8 ]  |
| 게임스팟 | 7.3/10 |
| 게임스파이 | 83%    |
| IGN | 7.3/10 |
| PC 게이머 (US) | 78%    |

## 참조
1. ↑  트레이 워커 (2000년 12월 21일). “델타포스, 미 육군 훈련용으로 사용된다.”. 게임스팟 코리아. 2007년 10월 4일에 확인함.[깨진 링크(과거 내용 찾기)]
2. ↑  “Delta Force: Land Warrior for PC Reviews”. 《Metacritic》. 2015년 1월 2일에 확인함.
3. ↑  Woods, Nick. “Delta Force: Land Warrior - Review”. AllGame. 2014년 11월 15일에 원본 문서에서 보존된 문서. 2015년 1월 2일에 확인함.
4. ↑  Liberatore, Raphael (February 2001). “Ready, Aim, Shoot in Foot (Delta Force: Land Warrior Review)” (PDF). 《Computer Gaming World》 (199): 104. 2016년 3월 28일에 확인함.
5. ↑  Edge staff (January 2001). “Delta Force: Land Warrior”. 《Edge》 (93).
6. ↑  Sanders, Shawn (November 2000). “Delta Force: Land Warrior Review”. Game Revolution. 2015년 1월 2일에 확인함.
7. ↑  “REVIEW for Delta Force: Land Warrior”. 《GameFan》. 2000년 12월 30일.
8. ↑  Marrin, John (2000년 11월 14일). “Delta Force: Land Warrior Review for PC on GamePro.com”. 《GamePro》. 2005년 2월 11일에 원본 문서에서 보존된 문서. 2015년 1월 2일에 확인함.
9. ↑  Osborne, Scott (2000년 11월 13일). “Delta Force: Land Warrior Review”. 《GameSpot》. 2015년 1월 2일에 확인함.
10. ↑  Kelly, Ryan (2000년 12월 28일). “Delta Force: Land Warrior (PC)”. GameSpy. 2005년 2월 23일에 원본 문서에서 보존된 문서. 2015년 1월 2일에 확인함.
11. ↑  Adams, Dan (2000년 11월 21일). “Delta Force: Land Warrior”. 《IGN》. 2015년 1월 2일에 확인함.
12. ↑  “Delta Force: Land Warrior”. 《PC Gamer》: 90. February 2001.

### 공식 웹사이트
- (영어) 공식 웹사이트 보관됨 2007-10-31 - 웨이백 머신
- 한국어 소개 페이지 - 동서게임채널

### 리뷰
- (영어) 게임스팟